# Ahe (Wipperfürth)
Ahe ist eine Ortschaft von Wipperfürth im Oberbergischen Kreis im Regierungsbezirk Köln in Nordrhein-Westfalen (Deutschland).

## Lage und Beschreibung
Ahe liegt im Süden des Stadtgebietes von Wipperfürth an der Landesstraße L286, die hier dem namensgebenden Fluss Ahe folgt. Nachbarorte sind Hof, Fürden und das Kirchdorf Thier, das vom Parkplatz über den Wanderweg A3 nach wenigen hundert Metern zu Fuß erreicht werden kann. Der Ort Ahe zählt lediglich 9 Häuser. Das direkt an der L286 gelegene Restaurant Landhaus Orbach mit seinem Biergarten ist ein beliebter Treffpunkt vor allem bei Bikern.
Politisch wird der Ort durch den Direktkandidaten des Wahlbezirks 15 (150) Thier im Rat der Stadt Wipperfürth vertreten.

## Geschichte
Die historische Karte Topographia Ducatus Montani aus dem Jahre 1715 zeigt drei getrennt voneinander liegende Höfe und benennt diese mit „Ahe“. In Ahe – gegenüber dem Haus Ahe 5 – steht ein denkmalgeschütztes Wegekreuz aus Sandstein aus dem Jahre 1848. Ein weiteres Baudenkmal ist der alte Trafoturm aus dem Jahr 1924 am nordöstlichen Rand von Ahe. Zu Beginn des Wanderweges A3, der vom Parkplatz nach Thier führt, stößt man im Wald auf einen alten Bildstock aus dem Jahr 1834.

## Busverbindungen
Über die im Ort gelegene Haltestelle der Linien 426 und 429 (VRS/OVAG) ist eine Anbindung an den öffentlichen Personennahverkehr gegeben.

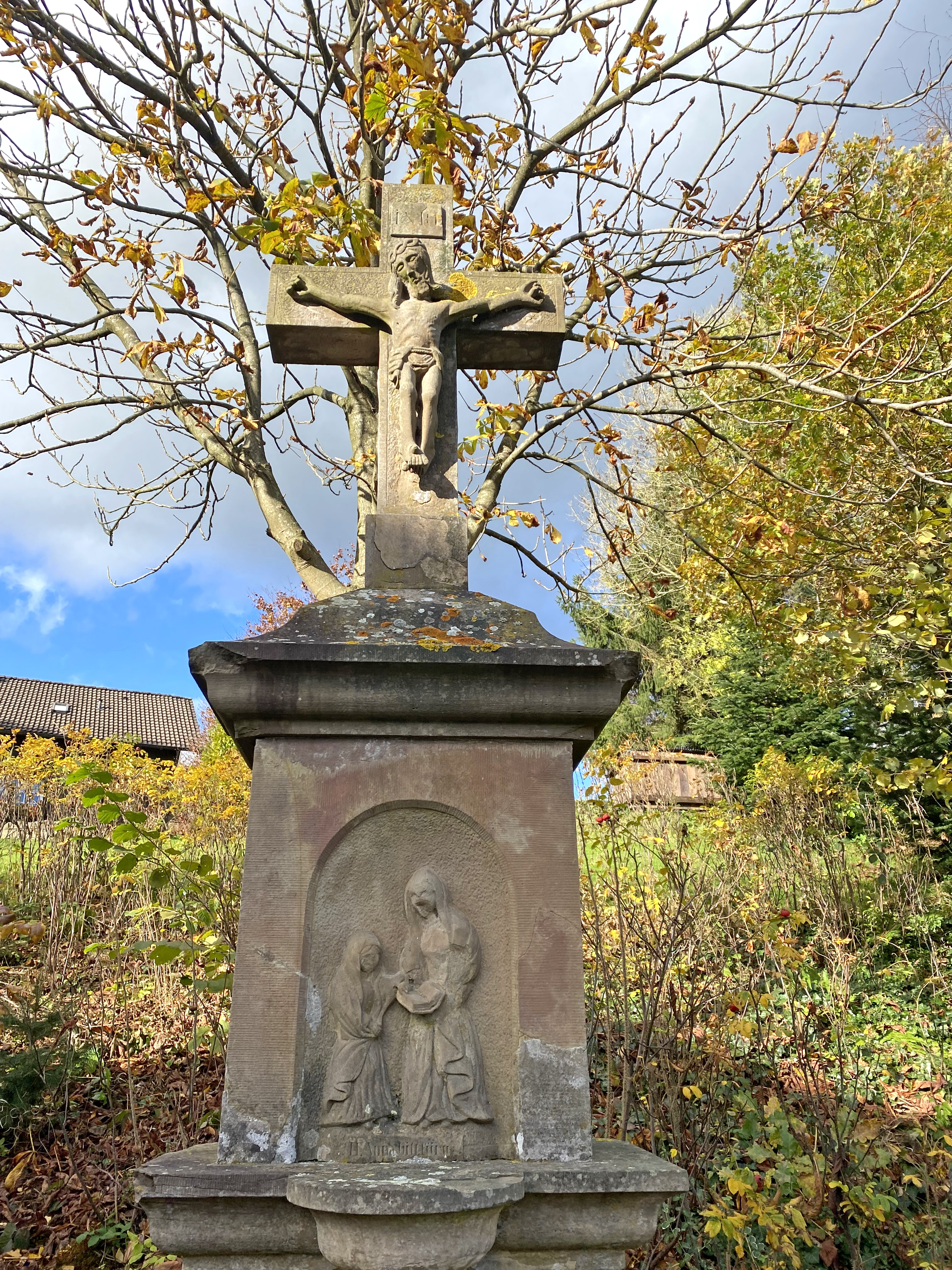
Wegekreuz (1848) in Ahe
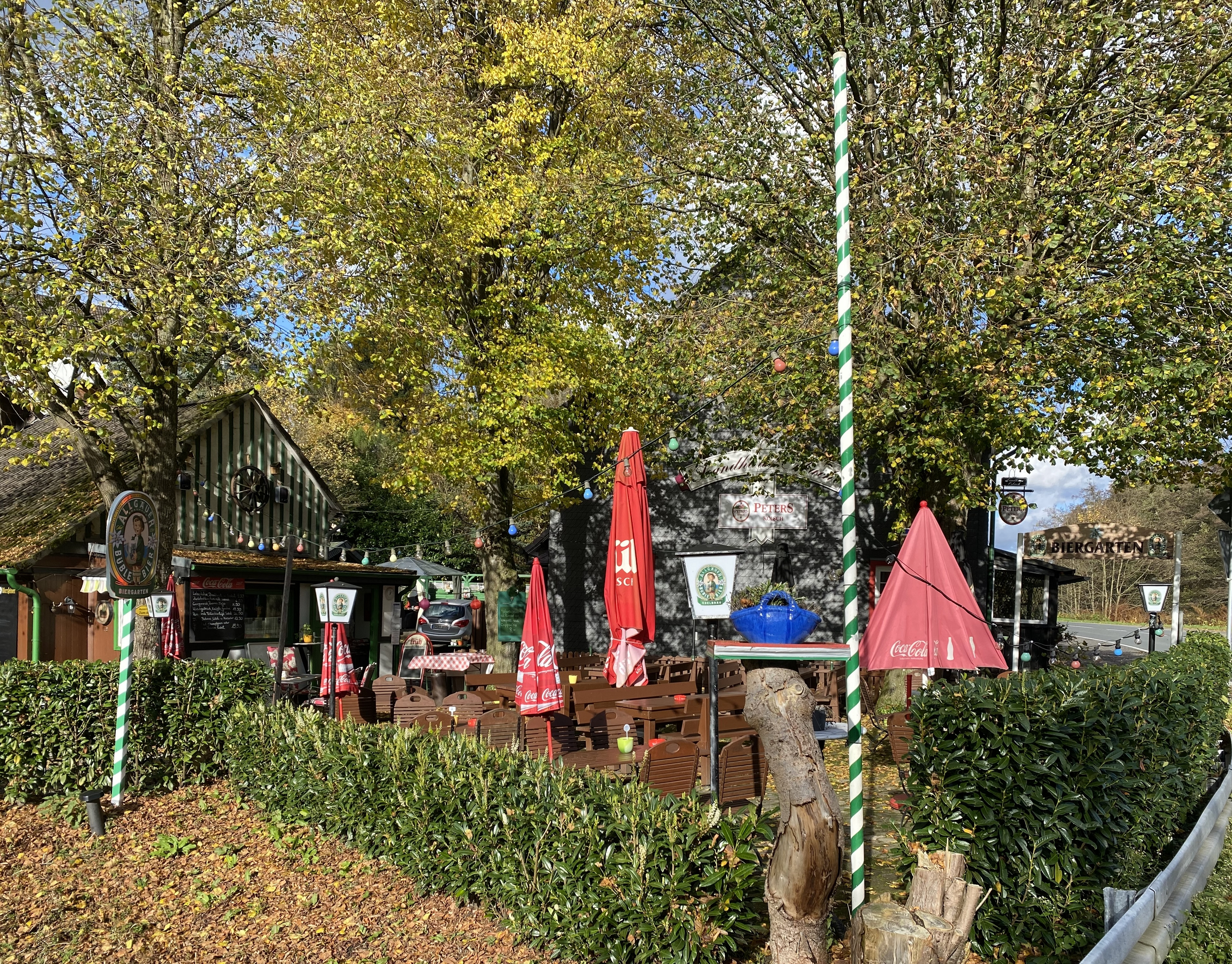
Biergarten Landhaus Orbach
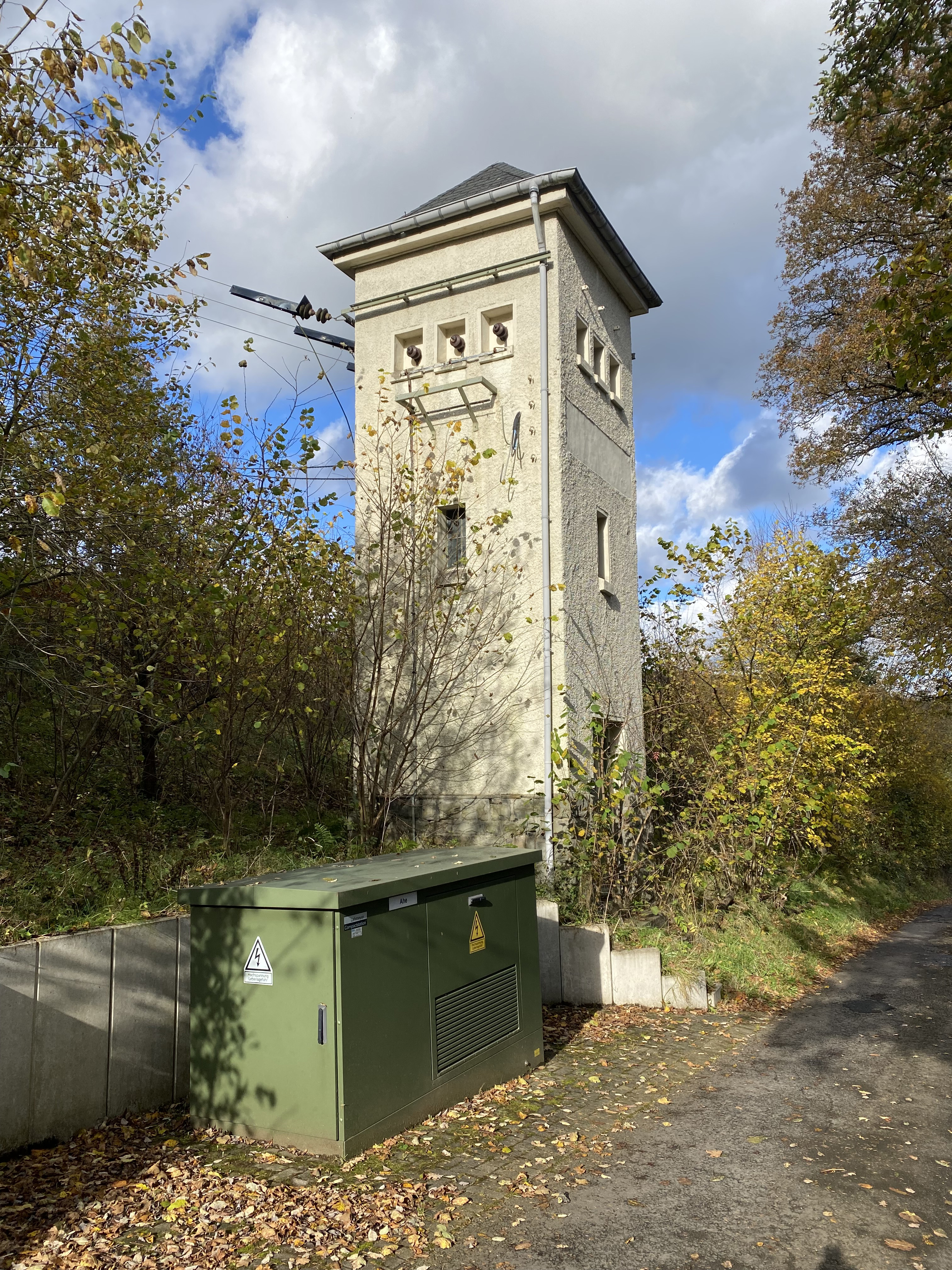
Alter Trafoturm (1924)
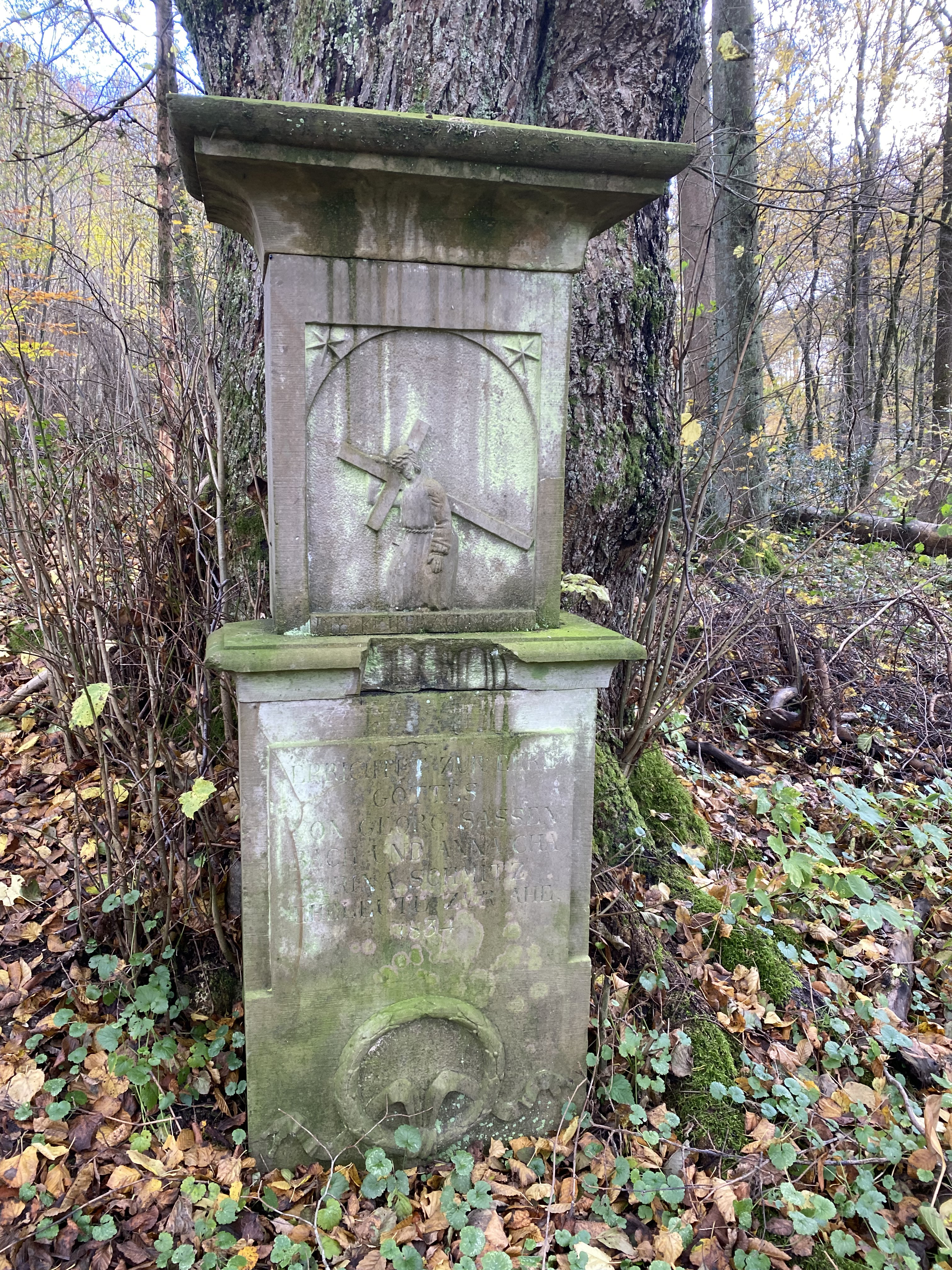
Bildstock (1848) am Fußweg nach Thier